# Mediorhynchus lophurae
Mediorhynchus lophurae är en hakmaskart som beskrevs av Wang 1966. Mediorhynchus lophurae ingår i släktet Mediorhynchus och familjen Giganthorhynchidae. Inga underarter finns listade i Catalogue of Life.